# Магат, Феликс
Вольфганг-Феликс Магат (нем. Wolfgang-Felix Magath; род. 26 июля 1953, Ашаффенбург, Бавария) — немецкий футболист, полузащитник, и футбольный тренер. Магат — чемпион Европы и дважды второй призёр чемпионата мира. Он 6-й человек в истории немецкого футбола, который становился чемпионом Германии как игрок и как тренер. Магат — единственный тренер в истории немецкого футбола, которому дважды подряд покорялся «дубль» — победа во внутреннем чемпионате и выигрыш Кубка Германии. Магат стал первым человеком в истории немецкого футбола, который объединил в себе функции главного тренера команды и генерального менеджера клуба.
Магат является сторонником жесточайших методов физической подготовки игроков, что дало ему прозвища «Саддам» и «Quälix» (от нем. Qual — «мучение, мука» и Felix), считает постановку игры и результатов команды делом 2—3-х лет, с постоянным наращиванием интенсивности тренировочного процесса. Также имеет репутацию человека, чрезвычайно щепетильно относящегося к своим контрактам с клубами, всегда стараясь выторговывать для себя максимально выгодные условия.

Тот, кто заключает со мной соглашение, хорошо знает моё понимание игры, методы и работу. Они хорошо известны всем. Мне нужно работать с профессионалами, и это относится не только к футболистам, но и к сотрудникам клуба вплоть до ответственного по работе с общественностью. Всё это обусловлено одним словом — успех.

Является основателем системы тройного «фарс-лега», силового упражнения, состоящего из 100 метров бегом в рваном темпе, 100 метров быстрым бегом, 100 метров трусцой (по 4 или 8 этапов) и бег между стоек на скорость.

## Биография
Феликс Магат, сын пуэрториканца, солдата армии США, и немецкой матери, родился 26 июля 1953 года в Ашаффенбурге. В 1954 году отец уехал на родину, и мать воспитывала Феликса одна. В возрасте 15-ти лет Магат послал письмо в Пуэрто-Рико, и отец ответил на него, но лишь в 2000 году Магат лично встретился с отцом и простил того, за то что он их бросил, с тех пор он каждые два года посещает папу в городке Эль-Восеро. После домашнего для Германии чемпионата мира, проходившего в 2006 году, Магата приглашали на пост главного тренера сборной Пуэрто-Рико, он ответил, что это ему интересно, но в конце концов отказался от этого предложения.

### Игровая карьера

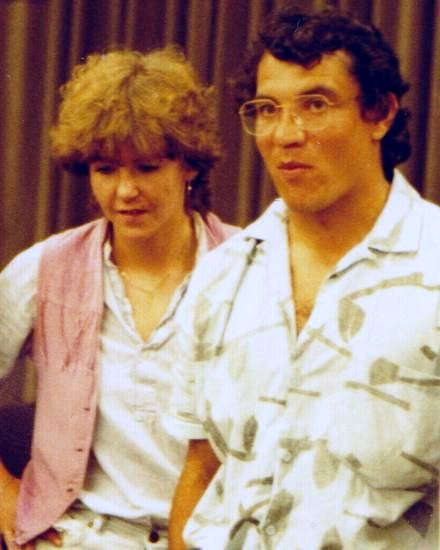
Магат в 1985 году

Магат начал карьеру в клубе «Виктория» (Ашаффенбург), затем выступал за клуб второй бундеслиги «Саарбрюккен», а оттуда перешёл в «Гамбург», в котором выступал до конца своей карьеры. «Гамбург» с Магатом выиграл три чемпионата ФРГ и Кубок европейских чемпионов, причём в финале турнира, в котором «Гамбург» играл против «Ювентуса», именно Магат забил единственный гол. Запомнился Магат ещё и своим жёстким, а иногда жестоким характером, он мог накричать на партнёра по команде, если тот, по его мнению, не дорабатывал, а на тренировках иногда мог и ударить одноклубника. Скандалил Магат не только с игроками, но и с тренерами команды, но те не отчисляли Феликса из клуба, понимая его несомненную пользу, так как Магат всегда полностью отдавал себя игре, никогда не позволяя дать слабину.
В сборной ФРГ Магат дебютировал в апреле 1977 года и выступал за «бундестим» более 9-ти лет, в 1980 году он поехал со сборной на чемпионат Европы, где немцы стали победителями. А через два года отправился на чемпионат мира, став первым пуэрториканцем, участвовавшем в этом соревновании. На этом турнире у Магата случился конфликт с главным тренером сборной Юппом Дервалем — Феликс регулярно критиковал Дерваля за недостаточную интенсивность тренировок, а после полуфинала, который немцы выиграли по пенальти у сборной Франции, он сказал команде, праздновавшей выход в финал: «Чему вы радуетесь, идиоты? После такого матча нам нужна неделя на восстановление. Ведь физподготовка ни к чёрту. А нам уже через три дня играть с итальянцами. Да мы умрём ко второму тайму». После этого Дерваль не поставил Магата на финальный матч, в котором сборная ФРГ проиграла 1:3 итальянцам, пропустив 3 гола во втором тайме. Через четыре года Магат вновь поехал на первенство мира, уже под руководством Франца Беккенбауэра, но команда вновь уступила в финале, на этот раз сборной Аргентины 2:3. После этого матча Магат завершил игровую карьеру.

### Тренерская карьера

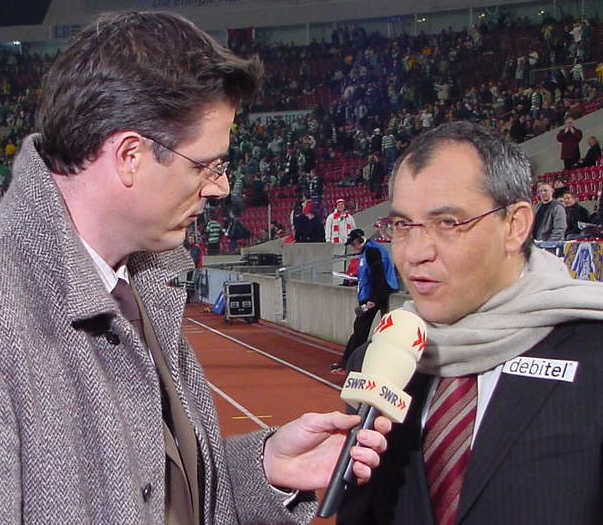
Феликс Магат даёт интервью

После окончания игровой карьеры Магат начал работать менеджером, сначала в «Гамбурге», а затем в «Юрдингене».
В 1992 году он начал карьеру тренера в клубе «Бремерхафен», выполняя функции играющего тренера, через год принял пост наставника второй команды «Гамбурга», затем ещё через несколько месяцев — уже пост сотренера первой команды клуба, а 6 октября 1995 года единолично возглавил «Гамбург». Тогда сразу бросились в глаза его авторитарные методы работы: Магат не терпел советов и возражений ни от футболистов, ни от руководителей клуба. Например, когда руководство «Гамбурга» пришло на одно из его занятий, он их прогнал со словами: «Зачем вы сюда припёрлись? Ваше место — в офисе. А тут пахнет травой». В «Гамбурге» Магат начал практиковать лыжные пробеги на 3,5 и 10 км, обычно победу в которых одерживал Сергей Кирьяков. В 1997 году Магат был уволен. Затем Магат руководил «Нюрнбергом», который он вывел в бундеслигу, «Вердером», который Магат спас от вылета из бундеслиги, и «Айнтрахтом», в первый сезон с которым он сохранил прописку в бундеслиге, а во втором после пяти месяцев был уволен. С «Айнтрахтом» Магат начал практиковать упражнения на общефизическую выносливость, во время которых игроки совершали кроссы на 12 км, причём первый километр игроки пробегали, а второй — проходили пешком. Во время работы с этими клубами у Магата появилась репутация «пожарника», то есть специалиста, принимающего клуб, только когда он находится под угрозой вылета в низший дивизион или борется за выход в высшую лигу.

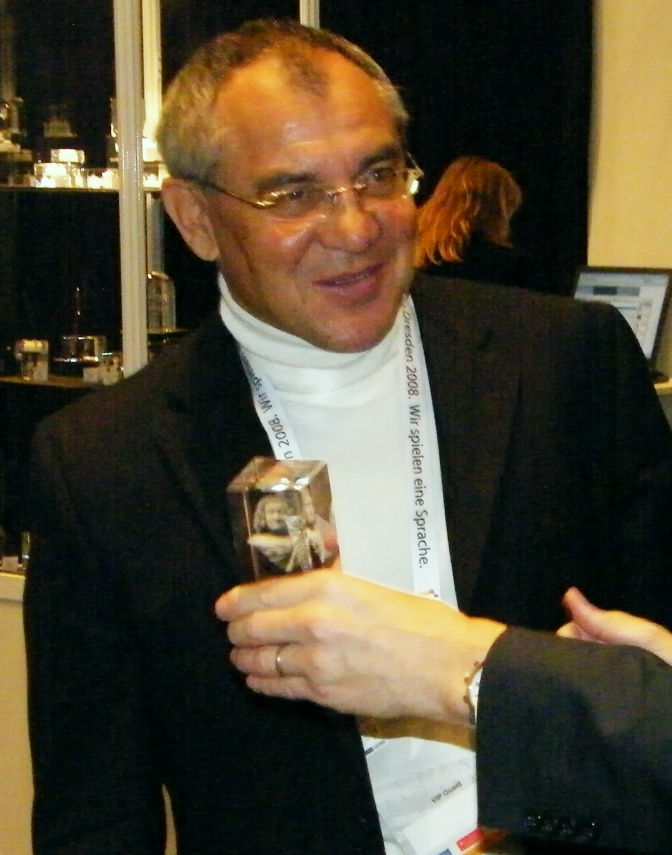
Магат на школьной Олимпиаде в Дрездене. 2008 год

23 февраля 2001 года, всего через месяц после увольнения из «Айнтрахта», Феликс Магат занял пост наставника клуба «Штутгарт». Магат сразу изменил тренировочный процесс: взамен обычных тренировок команда стала подвергаться множеству чрезвычайно интенсивных упражнений, что помогло команде избежать вылета во вторую бундеслигу. Через год клуб занял 8-е место, а в сезоне 2002/03 команда заняла второе место в чемпионате, получив путёвку в Лигу чемпионов. Сам Магат вспоминал: «Мне повезло, что в „Штутгарте“ собрались ещё не испорченные большим футболом талантливые игроки, они были похожи на пластилин — лепи из них, что хочешь. Никто не возражал, не роптал. К тому же ветераны Красимир Балаков и Звонимир Сольдо повели себя порядочно: вкалывали наряду с молодняком». Через год «Штутгарт» занял 4-е место, лишь в последнем туре уступив «бронзу» обыгравшему «Байеру». Но ещё до этого, 18 мая 2004 года, Ули Хёнесс, менеджер мюнхенской «Баварии», объявил, что в следующем сезоне Магат станет главным тренером его клуба. А саму кандидатуру Магата предложил бывший наставник Феликса в сборной ФРГ Франц Беккенбауэр.
В первый же сезон Магата в мюнхенском клубе «Бавария» сделала «дубль», выиграв чемпионат и Кубок Германии, но в Лиге чемпионов «Бавария» вылетела уже на стадии четвертьфинала, проиграв лондонскому «Челси». Через год «Бавария» вновь сделала «дубль», чего два раза подряд не удавалось ни одной команде до неё, но первоочередной задачей перед Магатом была поставлена победа в Лиге чемпионов. Однако выступление команды в этом турнире было ещё хуже, чем в прошлом сезоне: команда вылетела в 1/8 финала, уступив дорогу «Милану», который на «Сан-Сиро» к тому же разгромил «Баварию» со счётом 4:1, что вызвало разговоры об отставке Магата, состоявшейся через год. 31 января 2007 года, после второго тура второго круга, Феликс Магат был уволен с поста главного тренера мюнхенской «Баварии» из-за положения на внутренней арене, когда команда занимала лишь 4-е место после первого круга, и неудач предыдущих лет в Европе.
После увольнения из «Баварии» Магат некоторое время проработал комментатором на телекомпании Pay, а 30 мая 2007 года стало известно, что, начиная с 15 июня этого же года, Магат возглавит клуб «Вольфсбург» не только в качестве главного тренера, но и спортивного директора команды, подписав контракт до 30 июня 2010 года. «Вольфсбург» в закончившемся сезоне занял 15-е место при том условии, что уже 16-я команда отправлялась во вторую бундеслигу. В первом же сезоне с Магатом во главе «Вольфсбург» занял 5-е место, наивысшее во всей истории клуба. Подготовку к сезону 2008/09 Магат начал, отправив игроков тренироваться на нудистский пляж, желая побудить своих игроков к тренировкам, а во время одного из занятий Магат увидел на берегу лодки, после чего заставил игроков делать заплывы по гребле, по 4 футболиста на лодку. После этих предсезонных сборов «Вольфсбург» очень сильно провёл сезон, сделав ставку на атаку. Клуб долгое время шёл в группе лидеров, но лишь в 26-м туре, 4 апреля, разгромив со счётом 5:1 бывший клуб Магата, мюнхенскую «Баварию», команда вышла на первое место в бундеслиге. При этом Магат продолжал успокаивать всех, говоря, что цель «волков» — место в пятёрке. 23 мая «Вольфсбург» разгромил со счётом 5:1 клуб «Вердер» в последнем туре, обеспечив завоевание чемпионского титула, ставшего для Магата третьим в его тренерской карьере. По ходу чемпионата Магат не смог договориться с «Вольфсбургом» по поводу увеличения суммы контракта и принял решение покинуть свой пост по окончании сезона.

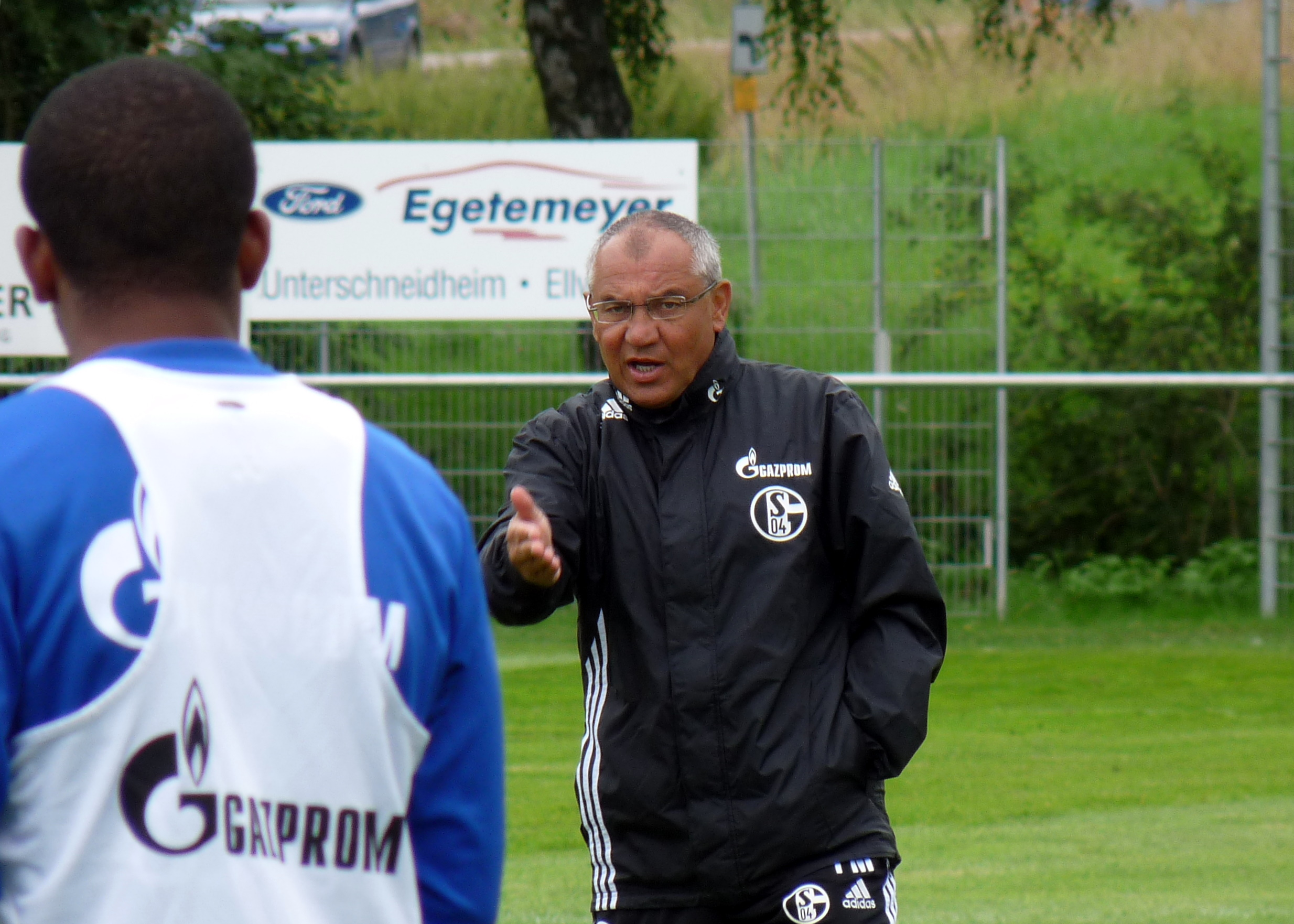
Магат в «Шальке 04»

6 мая Магат подписал контракт с клубом «Шальке 04» сроком действия до 30 июня 2013 года. В первом своём сезоне Феликс привёл клуб ко второму месту в бундеслиге. По окончании сезона руководство клуба, воодушевлённое этим успехом, выделило Магату серьёзные финансовые средства, которые были потрачены на покупку 14 новых игроков, среди которых были Рауль и Клас-Ян Хюнтелар. Однако клуб начал чрезвычайно неудачно, набрав в первых 10 турах лишь 7 очков; тем не менее руководство «Шальке» всё же выразило доверие Магату. 16 марта 2011 года без объяснений уволен с поста главного тренера «Шальке 04». Предположительная причина увольнения — неучастие Магата в заседании совета директоров, поскольку он посчитал своё присутствие бессмысленным. 18 марта 2011 года назначен на пост главного тренера «Вольфсбурга». Контракт подписан до 30 июня 2013 года. 29 мая 2012 года продлил контракт с «Вольфсбургом» до 30 июня 2015 года. Однако после первых восьми туров «Вольфсбург» расположился на последнем месте, и 25 октября 2012 года тренер покинул занимаемый пост.
14 февраля 2014 года Магат вернулся к тренерской деятельности, возглавив английский «Фулхэм», который занимал последнее место в таблице английского первенства. Контракт был подписан на 18 месяцев. Немецкий специалист не сумел спасти команду от вылета, а уже в следующем сезоне провалил старт чемпионшипа, в результате чего 18 сентября был уволен.
8 июня 2016 года стало известно, что Магат назначен на пост главного тренера китайского клуба «Шаньдун Лунэн».
14 марта 2022 года было сообщено о назначении Магата главным тренером «Герты», занимавшей на тот момент 17-е место в турнирной таблице. Соглашение специалиста с берлинским клубом рассчитано до конца сезона. За это время Магат сумел выполнить задачу по сохранению командой места в Бундеслиге, финишировав на 16-м месте, а в стыковом матче одолев «Гамбург».

## Достижения

### Как игрок
Гамбург
- Чемпион ФРГ (3): 1979, 1982, 1983
- Обладатель Кубка кубков: 1977
- Финалист Кубка европейских чемпионов: 1980
- Обладатель Кубка европейских чемпионов: 1983

Сборная ФРГ
- Чемпион Европы по футболу: 1980
- Серебряный призёр чемпионата мира (2): 1982, 1986

### Как тренер
Штутгарт
- Обладатель Кубка Интертото: 2002

Бавария
- Чемпион Германии (2): 2005, 2006
- Обладатель Кубка Германии (2): 2005, 2006
- Обладатель Кубка немецкой лиги: 2004

Вольфсбург
- Чемпион Германии: 2009

### Личные
- Символическая сборная Бундеслиги по версии Kicker: 1981/82, 1982/83[26][27]
- Футбольный тренер года в Германии: 2003, 2005, 2009

## Тренерская статистика
| Команда              | Начало работы   | Завершение работы | Показатели | Показатели | Показатели | Показатели | Показатели |
| Команда              | Начало работы   | Завершение работы | М          | В          | Н          | П          | % побед    |
| -------------------- | --------------- | ----------------- | ---------- | ---------- | ---------- | ---------- | ---------- |
| Гамбург              | 6 октября 1995  | 18 мая 1997       | 69         | 28         | 19         | 22         | 040,58     |
| Нюрнберг             | 1 сентября 1997 | 30 июня 1998      | 29         | 16         | 8          | 5          | 055,17     |
| Вердер               | 22 октября 1998 | 8 мая 1999        | 26         | 9          | 7          | 10         | 034,62     |
| Айнтрахт (Франкфурт) | 27 декабря 1999 | 29 января 2001    | 37         | 15         | 5          | 17         | 040,54     |
| Штутгарт             | 24 февраля 2001 | 22 мая 2004       | 147        | 73         | 36         | 38         | 049,66     |
| Бавария              | 1 июля 2004     | 31 января 2007    | 131        | 85         | 24         | 22         | 064,89     |
| Вольфсбург           | 15 июня 2007    | 30 июня 2009      | 85         | 47         | 17         | 21         | 055,29     |
| Шальке 04            | 1 июля 2009     | 16 марта 2011     | 79         | 42         | 16         | 21         | 053,16     |
| Вольфсбург           | 18 марта 2011   | 25 октября 2012   | 52         | 18         | 10         | 24         | 034,62     |
| Фулхэм               | 14 февраля 2014 | 18 сентября 2014  | 20         | 4          | 4          | 12         | 020,00     |
| Шаньдун Лунэн        | 8 июня 2016     | 1 декабря 2017    | 55         | 22         | 16         | 17         | 040,00     |
| Герта                | 14 марта 2022   | 2 июня 2022       | 9          | 3          | 1          | 5          | 033,33     |
| Итого                | Итого           | Итого             | 739        | 362        | 163        | 214        | 048,99     |